# Rezonator (muzyka)

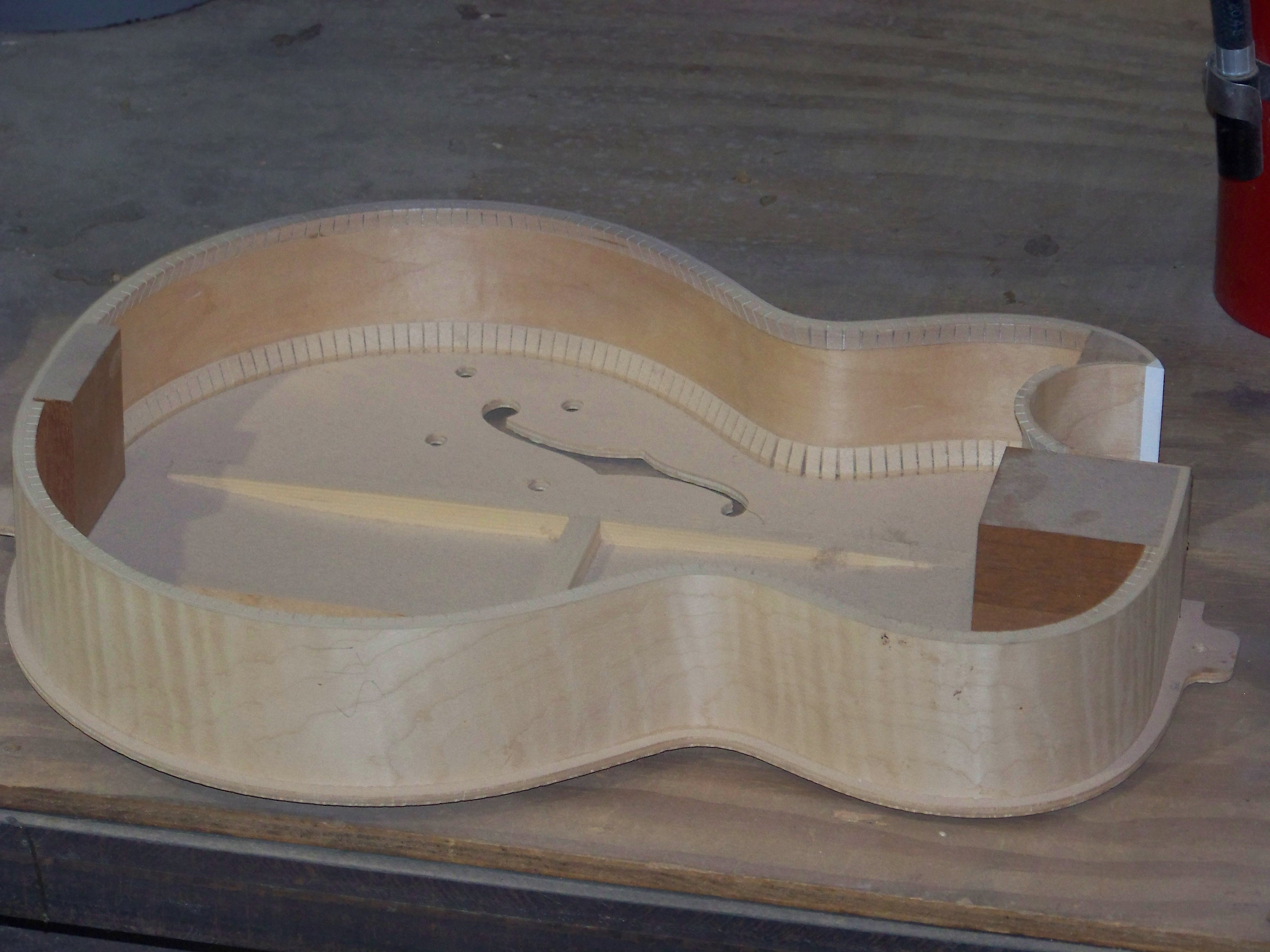
Rezonator gitary w budowie

Rezonator, radiator, amplifikator – część instrumentu muzycznego, której funkcją jest zwiększanie natężenia dźwięku, wzmacnianie brzmienia. Wykorzystuje zjawisko rezonansu. Poza podstawową funkcją wpływa na barwę dźwięku. Ma stosunkowo dużą (w porównaniu do wibratora – części dźwiękotwórczej) powierzchnię drgań lub specjalnie dobrany kształt.
Przykładami rezonatorów są:
- w idiofonach – zestaw rur w czeleście, wibrafonie[1] i marimbie[2], roztrąb piszczałki języczkowej w organach[1],
- w membranofonach – korpus kotła i bębna[1],
- w chordofonach – pudło rezonansowe gitary[3], płyta rezonansowa fortepianu[2],
- w aerofonach – czara głosowa oboju[4], cały korpus instrumentu[2].